# Christina Källberg
Christina Hanna Birgitta "Stina" Källberg (Borlänge, 1 april 2000) is een Zweeds professioneel tafeltennisster. Zij speelt rechtshandig met de shakehandgreep.
Zij vertegenwoordigde haar land op de Olympische Zomerspelen 2020 maar won geen medailles.